# Dorfkirche Senzke

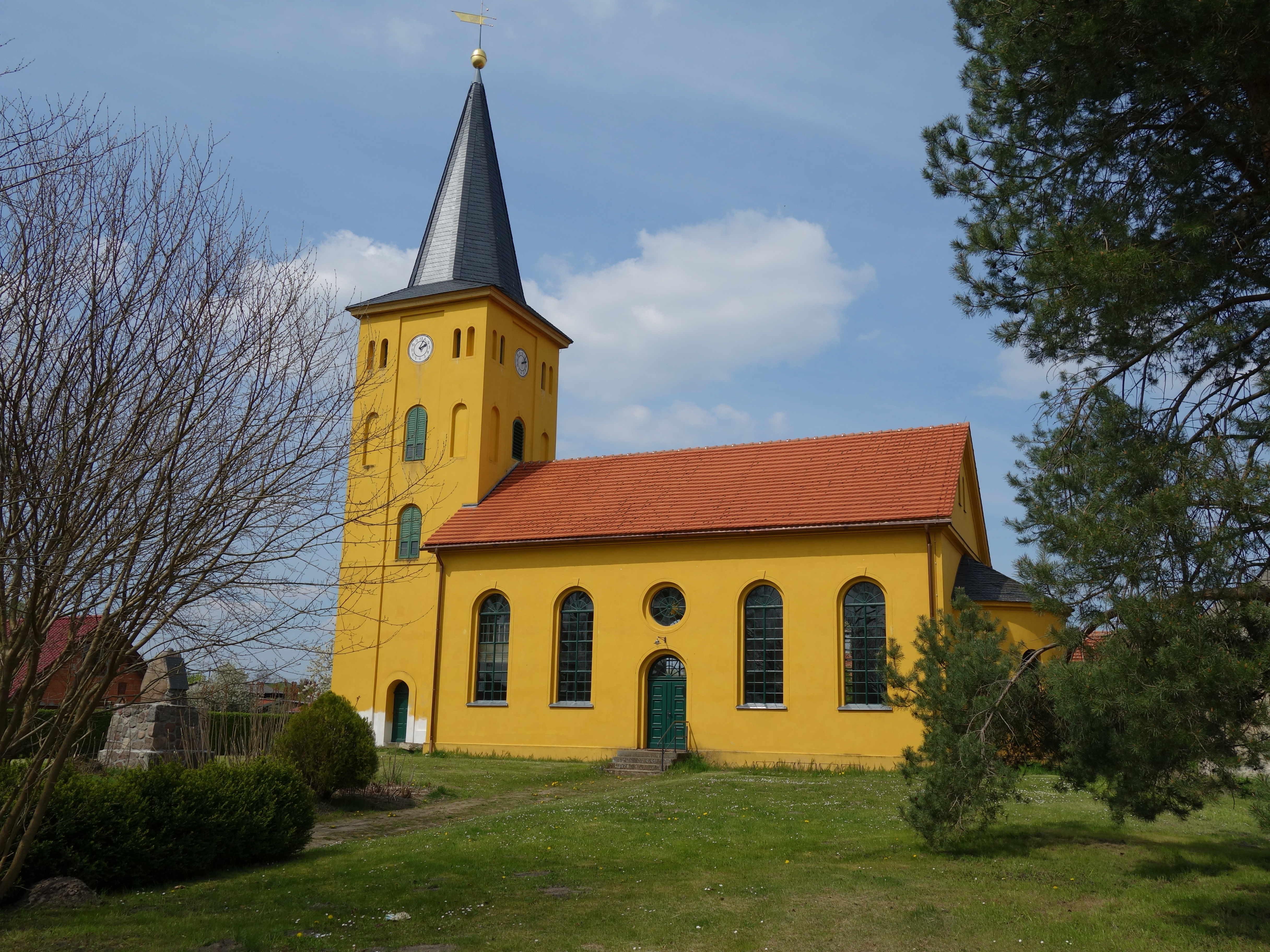
Dorfkirche Senzke

Die evangelische Dorfkirche Senkze ist eine Saalkirche im Rundbogenstil in Senzke, einem Ortsteil der Gemeinde Mühlenberge im Landkreis Havelland in Brandenburg. Die Kirchengemeinde gehört zum Kirchenkreis Nauen-Rathenow der Evangelischen Kirche Berlin-Brandenburg-schlesische Oberlausitz.

## Lage
Die Schlossstraße führt von Nordwesten kommend in östlicher Richtung durch den Ort. Die Kirche steht im historischen Zentrum auf einem Grundstück, das nicht eingefriedet ist.

## Geschichte
Senkze wurde erstmals urkundlich indirekt durch einen Nicolaus de Senzeke in Nauen im Jahr 1331 urkundlich erwähnt. Das Dorf gehörte von vor 1353 bis 1872 der Familie von Bredow, die auch das Kirchenpatronat innehielten (1541, 1900). Mit Paul Butendorf wurde Senzke 1514 Kirchdorf und erhielt seinen ersten evangelischen Pfarrer. Senzke wurde 1541 Pfarrdorf und besaß ein Pfarrhaus mit zwei Hufen. Die Dorfkirche wurde bei einem Brand im Jahr 1662 zerstört. Daraufhin ließ Asmus Ehrenreich von Bredow der Ältere in den Jahren 1666/1667 einen Neubau errichten. Der Kirchturm der Fachwerkkirche wurde dabei im Jahr 1726 massiv untermauert. Der Förderkreis Alte Kirchen Berlin-Brandenburg vermutet, dass der Fachwerkbau in der Mitte des 19. Jahrhunderts mittlerweile marode geworden war. Im Auftrag der Adelsfamilie begann daher im Jahr 1856 der Zimmermeister Wilhelm Sittel mit dem Bau einer Kirche, die am 15. Oktober 1857 im Beisein des Generalsuperintendenten Wilhelm Hoffmann eingeweiht wurde. Ein Großteil der Kirchenausstattung konnte allerdings aus dem abgerissenen Bauwerk übernommen werden.
Nach dem Zweiten Weltkrieg wurde die von Friedrich Hermann Lütkemüller im Jahr 1879 errichtete Orgel geplündert und schließlich um 1985 abgebaut. Die Kirchengemeinde ließ in den 1970er Jahren unter der Empore eine Winterkirche einbauen. In den Jahren 1997/1998 konnten die Außenhülle des Kirchenschiffs sowie der Glockenturm saniert werden. Im Jahr 2022 wurde der Sockelbereich an der Außenfassade der Nord- und Ostseite neu abgedichtet. Dabei wurde auch der Zugang zu einem Kellergewölbe unterhalb der Kirche vorübergehend freigelegt, jedoch nach der archäologischen Befundnahme unverzüglich wieder verschlossen.

## Baubeschreibung

Ansicht von Norden

Das Bauwerk entstand im Wesentlichen aus Mauersteinen, die anschließend verputzt wurden. Die Apsis ist halbrund und mit zwei dunkelblauen Fenstern ausgestattet. Daran schließt sich das Kirchenschiff mit einem rechteckigen Grundriss an. An der Nordseite des Langhauses befinden sich je zwei paarweise angeordnete Rundbogenfenster, die sich annähernd über die gesamte Höhe des Langhauses erstrecken. Diese Formensprache wurde auch auf der Südseite aufgegriffen. Mittig befindet sich hier jedoch zusätzlich eine rundbogenförmige Pforte; darüber ein Ochsenauge. Am Übergang zum schlichten Satteldach ist ein umlaufender Fries.
Der Kirchturm ist quadratisch und gegenüber dem Schiff leicht eingezogen. Er kann durch eine Pforte von Süden her betreten werden. Oberhalb ist auf der Höhe der Dachtraufe des Schiffs ein ebenfalls umlaufender Fries. Darüber befinden sich in einer verputzten, hochrechteckigen Blende je zwei rundbogenförmige Klangarkaden, die von einer Turmuhr bekrönt werden. In den Seitenfeldern sind weitere rundbogenförmige Blenden eingearbeitet. Oberhalb des Turmschaftes erhebt sich der achtfach geknickte Turmhelm, der mit Turmkugel und Wetterfahne abschließt.

## Ausstattung

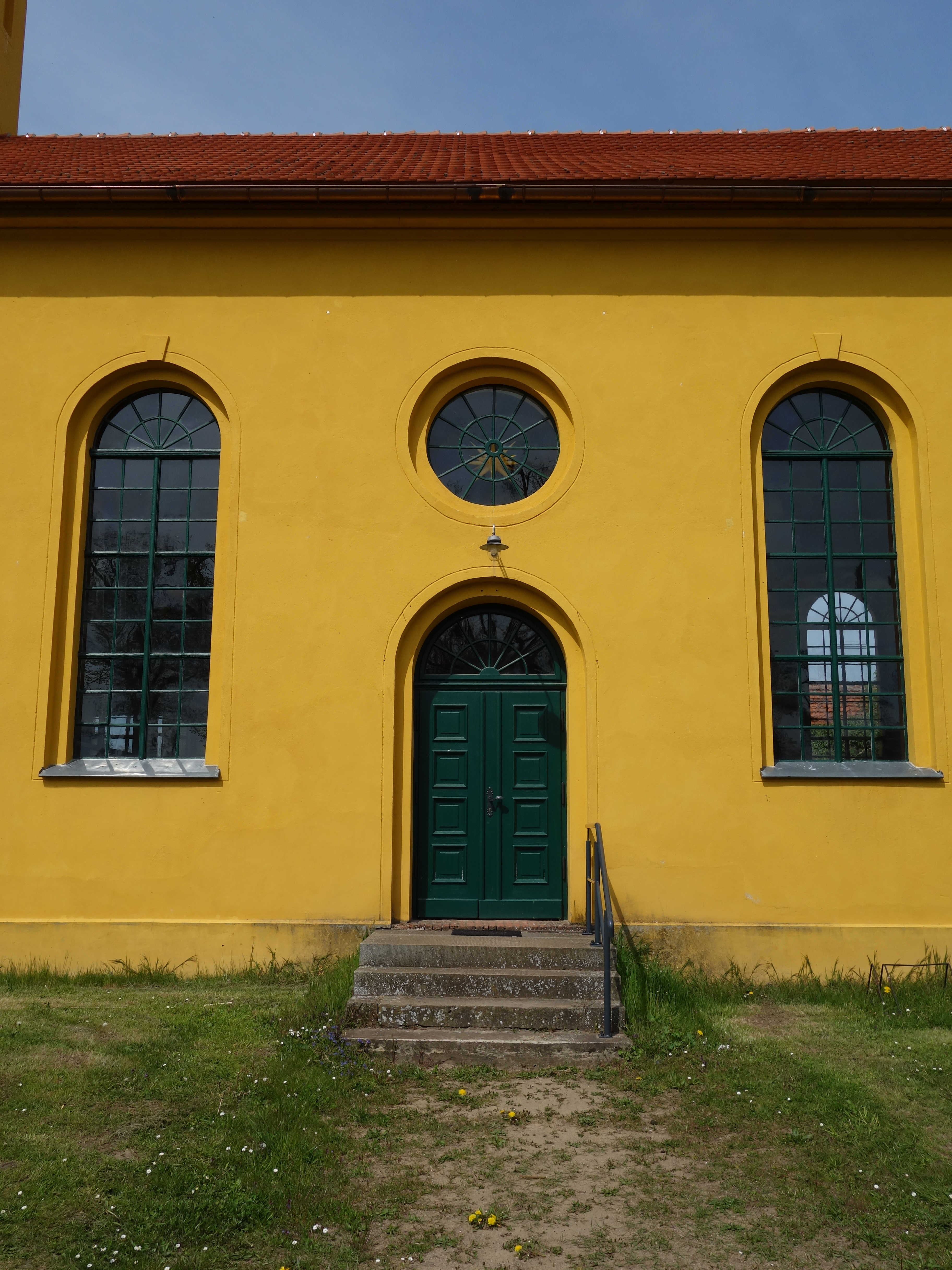
Südportal

Die Kirchenausstattung stammt überwiegend aus dem Vorgängerbau und entstand im Wesentlichen in der zweiten Hälfte des 17. Jahrhunderts, so auch der Kanzelkorb, der auf einem Holzpfeiler ruht. In den Kanzelfeldern sind Jesus Christus sowie die Evangelisten abgebildet. Die achteckige Fünte aus Zinn ruht auf einem hölzernen Ständer, stammt aus dem Jahr 1676 und ist mit Ecksäulchen verziert. Ein Bildfeld zeigt den Salvator mundi als Kind. Die Gestühlsbrüstungen im Altarraum sind unwesentlich jünger und stammen aus dem Anfang des 17. Jahrhunderts. Sie zeigen figürliche Darstellungen der Apostel. Im Westen befindet sich eine Empore, auf der zu einer früheren Zeit eine Lütkemüller-Orgel stand. Die zehn Brüstungsfelder der Empore zeigen die Erzväter und Könige des Alten Testaments und ähneln denen in der Dorfkirche Milow. Die Emporenschwelle ist mit 34 friesartigen Wappen und dem Datum 1661 verziert. Die Innenseiten des Langhauses zieren weiterhin 20 Tafelbilder des Alten Testaments, die ehemals als Brüstungsfelder dienten. Sie sind 78 cm × 53 cm bzw. 79 cm × 65 cm groß. Eines der Gemälde zeigt die Sintflut; dazu gehören thematisch zwei weitere Bilder. Sie zeigen zum einen die von Noach gebaute Arche und zum anderen Noach und seine Familie, wie sie in Sicherheit auf festem Untergrund stehen. Gelegentlich wird darauf hingewiesen, dass Theodor Fontane bei einem Besuch der Kirche das Bild in seinem Roman Die Poggenpuhls aufscheinen lässt. Bei näherer Betrachtung fällt jedoch auf, dass die im Roman erwähnte Dorfkirche nur der Vorgängerbau gewesen sein könnte. Weiterhin werden im Text die Emporenbilder zwar erwähnt, befanden sich aber an den Chorstühlen. Es ist daher denkbar, dass die Empore mit den Bildern zur Zeit seines Besuchs im Jahr 1889 noch vorhanden war oder ihm von der alten Kirche berichtet wurde. Als sicher gilt hingegen, dass die von einem unbekannten Maler geschaffenen Bildmotive ein historisches Vorbild hatten. Die Bilder der zwölf Apostel gehen auf Kupferstiche zurück, die Johann Matthias Kager entworfen und Lucas Kilian 1623 in Augsburg gestochen und verlegt hat. Die Darstellung der Evangelisten an der Kanzel gehen auf Druckgraphiken seines Bruders Wolfgang zurück, die Christoph Schwartz in München entworfen hatte. Die in der Winterkirche befindlichen 19 Emporengemälde haben ihren Ursprung im deutsch-schweizerischen Kupferstecher Matthäus Merian, der diese 1627 veröffentlichte. Es wird daher deutlich, dass die auf dem Gemälde der Sintflut abgebildete Kirche nicht die Dorfkirche in Senzke sein kann, sondern „eine Kirche aus der Phantasie Matthäus Merian aus Basel“ sein muss. Das Bauwerk ist im Innern flach gedeckt. Im Turm hängen zwei Glocken. An der südlichen Turmaußenwand erinnert ein Epitaph aus Sandstein an den Pfarrer Lietzmann, der 1760 starb.